# Marvin Dogue
Marvin Faly Dogue (Ludwigshafen, 1 de noviembre de 1995) es un deportista alemán que compite en pentatlón moderno.
Ganó una medalla de oro en el Campeonato Mundial de Pentatlón Moderno de 2015 y tres medallas en el Campeonato Europeo de Pentatlón Moderno, en los años 2017 y 2024.

## Medallero internacional
| Campeonato Mundial | Campeonato Mundial       | Campeonato Mundial | Campeonato Mundial |
| Año                | Lugar                    | Medalla            | Competición        |
| ------------------ | ------------------------ | ------------------ | ------------------ |
| 2015               | Berlín (Alemania)        | Medalla de oro     | Relevo             |
| Campeonato Europeo |                          |                    |                    |
| Año                | Lugar                    | Medalla            | Competición        |
| 2017               | Minsk (Bielorrusia)      | Medalla de bronce  | Relevo             |
| 2018               | Székesfehérvár (Hungría) | Medalla de plata   | Relevo             |
| 2024               | Budapest (Hungría)       | Medalla de bronce  | Individual         |